# Wacom
Wacom (株式会社ワコム, Kabushiki-gaisha Wakomu) is een Japanse producent van grafische tableaus en aanverwante producten en software. Er zijn kantoren in het Düsseldorf en Bulgarije, Portland, New Delhi, Singapore, North Ryde, Hong Kong, Taiwan, Peking, Seoul en Saitama. De naam Wacom is een samentrekking van de Japanse woorden "wa" (harmonie) en "komu" (computer).
Wacom is een van de grootste en populairste producenten van grafische tablets. Het bedrijf heeft, naar eigen zeggen, een marktaandeel van meer dan 95% in het thuisland en naar schatting 86% in het buitenland. Wacom's grafische tablets worden gekenmerkt door hun draad- en batterijloze stylus en werking op basis van elektromagnetisme.

## Producten
Wacom produceert een reeks producten in verschillende formaten. Men kan een groot onderscheid maken tussen tablets met en zonder geïntegreerde schermen. De vrijwel bekendste modellen van het merk Wacom zijn de Bamboo-, Intuos- en Cintiqreeksen. Alle Wacom-tablets beschikken over een typerende stylus met een gomzijde.

### Bamboo

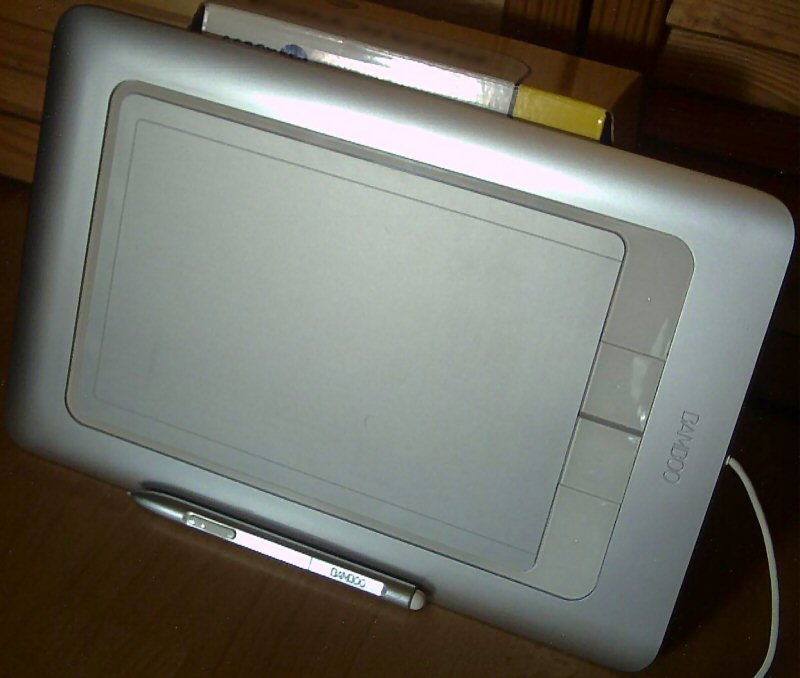
Wacom Bamboo Fun Medium Pen & Touch.

De Bamboo is een standaard Wacom-tablet, waarmee men een groter publiek wil aanspreken. Het bevat minder functies dan het Intuos-model en  is ook maar beschikbaar in twee formaten. 
- Bamboo Pen/Touch/Manga: 147 x 92 mm
- Bamboo Fun: 217 x 137 mm

Zo bevat deze tablet 1024 drukgevoeligheden en beschikt het over 2 tot 4 programmeerbare knoppen. Je kan de Bamboo tablet ook verkrijgen in een draadloze versie en touch versie waarbij je met je hand een reeks commando’s kan uitvoeren. Daarnaast worden deze tablets samen met grafische software gebundeld.

### Intuos

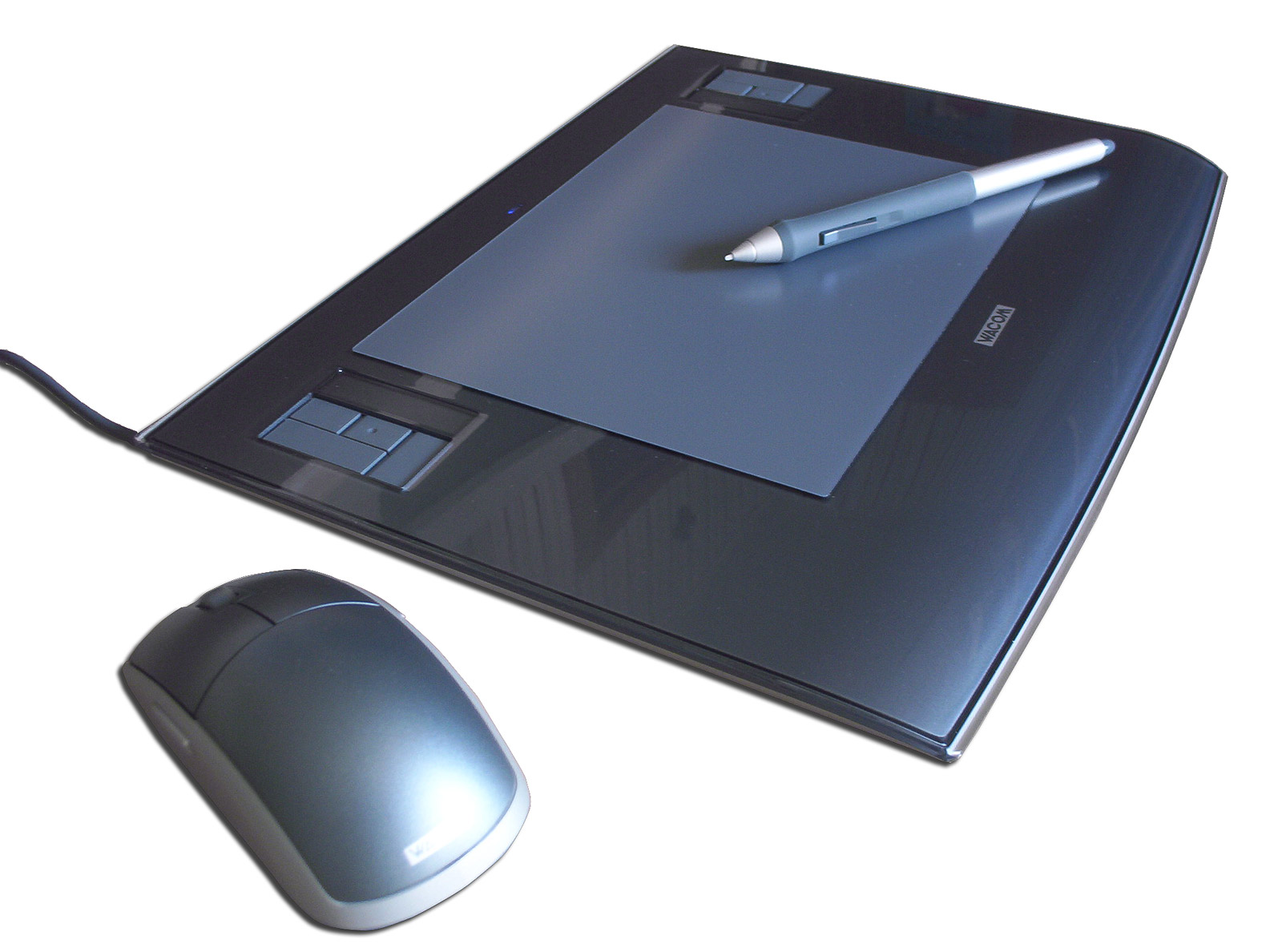
Wacom Intuos 3 A5 met stylus en muis.

Intuos tablets worden geleverd in verschillende formaten. Het Intuos-model kan worden herkend aan zijn zwarte of grijze lichaam met aan een van de zijkanten een reeks knoppen. 
De laatste versie, de Intuos 5, is verkrijgbaar in drie formaten:
- Small: 157.5 mm × 98.4 mm
- Medium: 223.5 mm × 139.7 mm
- Large: 325.1 mm × 203.2 mm

Deze tablet beschikt over acht knoppen aan zijn linkerzijde met een ring die als touchring fungeert. Dit apparaat beschikt niet over een geïntegreerd scherm en moet door middel van hand-oogcoördinatie worden bestuurd.

### Cintiq

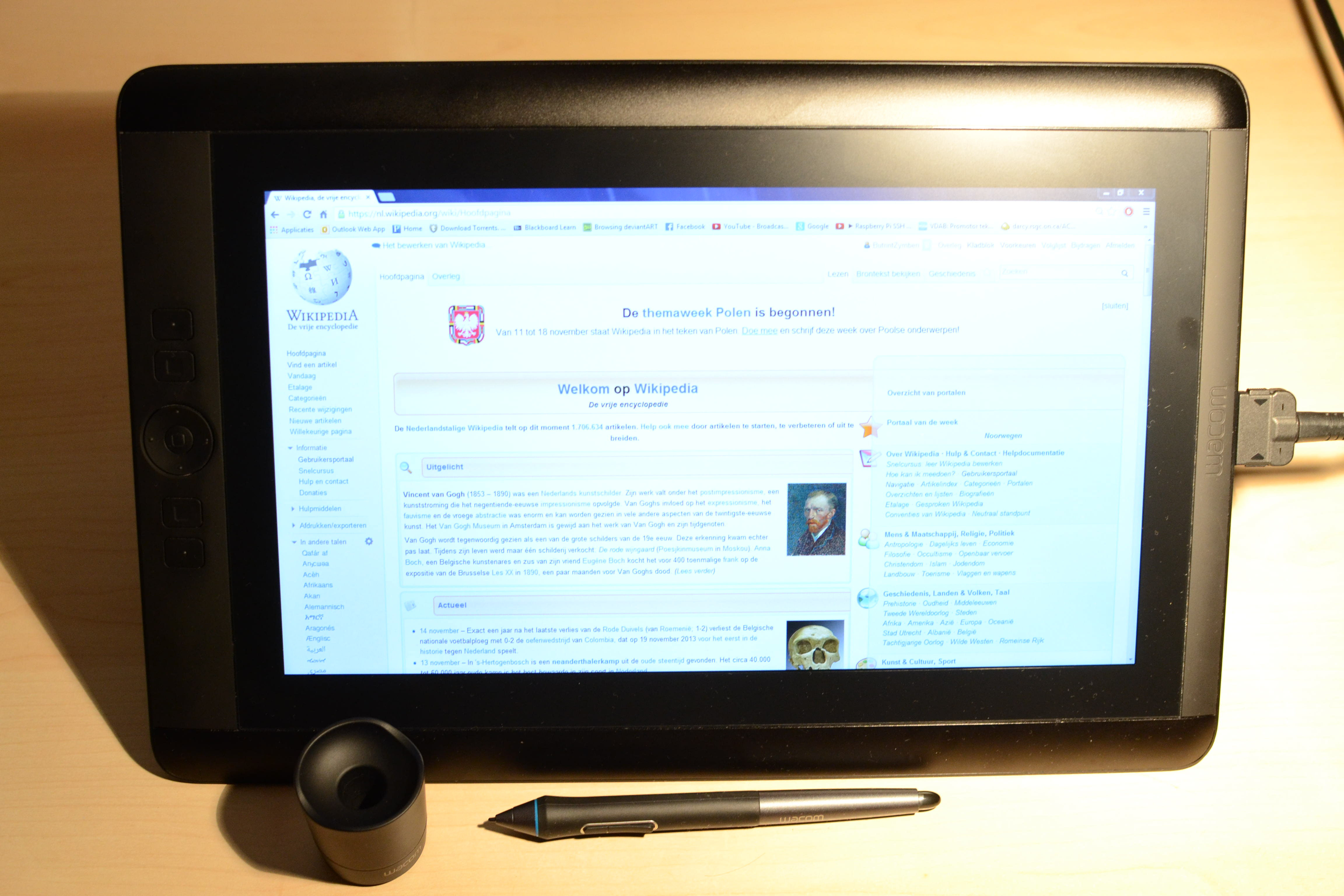
Wacom Cintiq 13HD met stylus en penhouder.

Het Cintiq-model is een tablet met een geïntegreerd scherm, waarbij het mogelijk is om direct op het scherm te tekenen. Cintiq’s worden onderverdeeld in verschillende schermgroottes e24-inchbaarheden.
In juli 2012 is een Cintiq met 22 en 24 inch schermgrootte gelanceerd. Deze tablets maken gebruik van een H-IPS belicht lcd-scherm met een resolutie van 1920x1080. Beide modellen inchestten een Intuos5-pen met 2048 drukgevoeligheden.
In mei 2013 is de 13 inch HD Cintiq gelanceerd. Wacom heeft hiermee geopteerd om een compactere Cintiq-tablet te creëren dan zijn voorganger, de 12WX. Deze tablet beschikt over een a-Si TFT belicht LCD scherm met een resolutie van 1920x1080 en wordt ook geleverd met een Intuos5 met gelijkaardige drukgevoeligheden als de Cintiq 22/24HD.
In september 2013 werd de Cintiq Companion geïntroduceerd. Deze tablet heeft alle eigenschappen van een Cintiq 13hd maar heeft een touchscreen en is een zelfstandige tablet. Deze tablet wordt bestuurd door een besturingssysteem en hoeft niet aan een computer worden aangesloten. De tablet wordt geleverd met twee soorten besturingssystemen. Zo heb je een model dat wordt aangestuurd met Android en een model dat met Windows8 wordt aangestuurd.

## Werking
Wacom gebruikt een elektromagnetische resonantietechnologie om zijn tablets aan te sturen. 
De pen bestaat uit een spoel en verschillende condensatoren die gezamenlijk een LC-kring vormen. Deze LC-kring bevat een bepaalde resonantiefrequentie. Het bevat ook een digitale chip en een modulator of een tuningcircuit. De digitale chip is een herkenningsgeheugen dat de instellingen van de pen opslaat waardoor het mogelijk is om karakteristieken van verschillende Wacom-pennen te herkennen.  Doordat de tablet gebruikmaakt van resonantieinductiekoppeling, kan de pen zonder batterij of kabel worden aangestuurd. Hierdoor zitten er geen componenten bij in die de pen alleen maar zwaarder maken.
In de tablet bevindt zich een rooster van meerdere geïntegreerde verzend- en ontvangspoelen met daaronder een magnetische reflector. Dit rooster zal in intervallen van 20 microseconden tussen verzendmodus en ontvangstmodus wisselen. In verzendmodus zal de tablet een elektromagnetisch veld genereren met een bepaalde frequentie waardoor dit het LC-resonantiecircuit van de pen doet oscilleren. Tijdens het resoneren zal de LC-kring energie reflecteren in de punt van de pen. Deze energie wordt door de tablet gedetecteerd wanneer ze in ontvangstmodus is. 
Door middel van interpolatie en fourieranalyse zal de computer de positie en de druk van de penpunt achterhalen.